# Ogawa Suketada
Ogawa Suketada (小川 祐忠?; 1549 – 1601) è stato un daimyō giapponese del periodo Sengoku, servitore del clan Oda.

## Biografia
Inizialmente Suketada serv' Akechi Mitsuhide e poi Shibata Katsutoyo. Dopo la morte di Katsutoyo, Suketada divenne servitore di Toyotomi Hideyoshi. Gli venne assegnato un feudo da 70.000 koku a Imabari, nella provincia di Iyo e divenne un daimyō. Nel 1600, durante la battaglia di Sekigahara, inizialmente aderì alle forze occidentali guidate da Ishida Mitsunari. Durante la battaglia tradì Mitsunari e cambiò parte per unirsi a Tokugawa Ieyasu assieme a Kobayakawa Hideaki, Wakisaka Yasuharu, Kutsuki Mototsuna e Akaza Naoyasu piombando sulle linee di Ōtani Yoshitsugu. Ieyasu vinse la battaglia e divenne di fatto il sovrano del Giappone togliendo a Suketada tutti i suoi domini.